# Hossein Mahini
Hossein Mahini (persisch حسین ماهینی; geboren 16. September 1986 in Bushehr) ist ein iranischer Fußballspieler.

## Karriere

### Klub
Er begann seine Karriere in der Jugend von Iranjavan FC und wechselte hier während der U19 zu der von Esteghlal Ahvaz. Hier wurde er zur Saison 2005/06 dann auch Teil der ersten Mannschaft und blieb über die nächsten fünf Spielzeiten ein integraler Bestandteil der Mannschaft, bekam jedoch zum Ende seiner Zeit hier nur noch wenig Spielzeit. Anschließend wechselte er zur Runde 2010/11 weiter zu Zob Ahan, von wo er zur Saison 2012/13 wiederum weiter zu Persepolis ging.
Bei Persepolis spielte er erst einmal für gut zwei Jahre mit, bevor er im November 2014 zu Malavan Anzali bis zum Ende der Saison 2015/16 verliehen wurde. Nach seiner Rückkehr zu seinem Stammklub gewann er mit seinem Team noch zwei Mal die nationale Meisterschaft, ehe er im Januar 2020 ablösefrei zum FC Nassaji Mazandaran wechselte. Seine Zeit hier dauerte aber auch nur bis Anfang August desselben Jahres. So steht er seit September 2020 bei Saipa Teheran unter Vertrag.

### Nationalmannschaft
Sein Debüt für die iranische A-Nationalmannschaft hatte er am 17. Juli 2011 bei einem 1:0-Freundschaftsspielsieg über Madagaskar, als er in der Startelf stand und zur zweiten Halbzeit für Hadi Norouzi ausgewechselt wurde. Im Herbst des Jahres und im nächsten Jahr wurde er dann auch bei mehreren Spielen der Qualifikation für die Weltmeisterschaft 2014 eingesetzt. Im Jahr 2013 folgten zudem noch Einsätze bei der Qualifikation für die Asienmeisterschaft 2015. Schlussendlich stand er auch im Turnierkader der Weltmeisterschaft 2014, bekam hier jedoch keinerlei Einsätze.
Bis zu seinem letzten Spiel für die Nationalmannschaft dauerte dann aber noch einmal bis zum 10. November 2016, als er noch einmal bei einem 8:1-Freundschaftsspielsieg über Papua-Neuguinea eingesetzt wurde.

### Solidarität mit den Protesten 2022
Hossein Mahini, der wegen Solidaritätsbekundungen mit der aufständischen Frauenbewegung seit  Anfang Oktober 2022 im Evin-Gefängnis in Einzelhaft gesessen haben soll, wurde Medienberichten zufolge gegen eine Kaution von umgerechnet 30.000 Euro wieder aus der Haft entlassen.